# Вид Вукасовић Вулетић
Вид Вукасовић Вулетић (Брсечине, 16. децембар 1853 — Дубровник, 10. јул 1933) био је српски књижевник из Дубровника, историчар и етнограф. Један од најпознатијих дубровачких Срба католика и сарадник најпознатијих листова и часописа свога времена.

## Биографија
Вид Вукасовић Вулетић је рођен 1853. у Брсечинама код Дубровника.
Порекло води од угледне српске породице из Граца, у Херцеговини, где су његови рођаци, у време Херцеговачког устанка, ратовали против Турака. Делфа Иванић је записала да је он био рођак њене мајке. Крштен у римокатоличкој цркви. Учитељ по образовању, историчар, сакупљач народних умотворина и етнограф по опредељењу. Вид Вулетић-Вукасовић је био сарадник најпознатијих листова и часописа свога времена, међу којима: Словинца, Јавора, Зоре, Дубровника, Бршљана, као и Кашиковићеве Босанске виле и Миковићевог „Српског магазина”.
Дионисије Миковић је оставио и занимљиво сведочанство о личној Вукасовићевој библиотеци. „Наш Вид има красну књижницу и збирку старина. Кад сам му 13. априла 1892. године у кућу ушао, мени се чинило, да сам ушао у какав музеј ! Он о свакој старини приповиједа, као да из књиге чита. Међу старинама држи и наше српске јавор-гусле.’’ У биографији аутор је набројао и признања која је В. В. Вукасовић добио за свој истраживачки рад. Текст одише поштовањем и дивљењем према личности и значајном послу којим се овај будући академик бавио.